# توماس ساوثوود سميث
توماس ساوثوود سميث (1788 - 1861) هو طبيب ومصلح صحي إنكليزي.

## تشريح بنثام
كان ساوثوود سميث صديقًا مقربًا لجيريمي بنثام وسكرتيره إدوين تشادويك. أبدى ساوثوود سميث اهتمامًا خاصًا بتطبيق معتقداته الفلسفية على مجال البحث الطبي. في عام 1827، نشر ساوثوود سميث كتيبًا بعنوان استخدام الموتى من أجل الأحياء، إذ جادل بأن نظام الدفن الحالي عبارة عن إسراف في الجثث التي يمكن استخدامها لغاية أفضل بواسطة عمليات التشريح في مهنة الطب. من خلال ورقة كتبها في عام 1830 وأرفقها بوصيته، طلب بنثام من ساوثوود سميث صنع الأيقونة الذاتية. ورد في تلك الورقة:
سيعمل على جمع الهيكل العظمي وتثبيته بطريقة تجعل الشكل بأكمله جالس على الكرسي الذي شغلته عادة خلال حياتي، وفي نفس الوضعية الذي اعتدت الجلوس فيه أثناء استغراقي في التفكير خلال الوقت الذي قضيته في الكتابة.
أنا أوجه بنقل الجثة المعدة على هذا النحو إلى منفذ الوصية الخاص بي. سيعمل هو الآخر على إلباس الهيكل العظمي إحدى البدلات السوداء التي ارتديتها بين الفينة والأخرى. سيتولى مسؤولية الجسم المغطى بهذه الطريقة، جنبًا إلى جنب مع الكرسي والعصا التي حملتها في سنواتي الأخيرة، وسيعمل على إعداد صندوق أو علبة ملائمة من أجل احتواء العدة بأكملها فيها، مع تأكده من نقشها بأحرف واضحة على لوحة ملصقة عليها وأيضًا على الملصقات الموجودة على العلبة الزجاجية التي تحتوي على تحضيرات أجزاء جسمي اللينة، اسمي بشكل مطول مع الأحرف «أو بي»: يليه يوم وفاتي.
كانت رغبة بنثام في الحفاظ على جثته متوافقة مع فلسفته النفعية. في مقالته الأيقونة الذاتية، أو استخدام الموتى من أجل الأحياء، كتب بنثام: «عند امتلاك رجل نبيل ما صفوفًا من الأشجار التي تؤدي إلى مسكنه، فقد تتناوب الأيقونات الذاتية لعائلته مع الأشجار؛ يعمل ورنيش الكوبال على حماية الوجوه من تأثيرات المطر». في 8 يونيو 1832، يومين بعد وفاته، وُزعت الدعوات على مجموعة مختارة من الأصدقاء، وفي الساعة 3 مساء اليوم التالي، قبل التشريح، ألقى ساوثوود سميث خطبة مطولة حول رفات بنثام في مدرسة ويب ستريت للتشريح والطب في ساوثوارك، لندن. صرح سميث في خطبته: «إذا كان بإمكاني، عن طريق تخصيص الموتى لغرض معين، تعزيز سعادة الأحياء، فمن واجبي التغلب على التردد الذي قد أشعر به تجاه مثل هذا التصرف تجاه الموتى، مهما كان هذا التردد قويًا أو قائمًا على أسس متينة».
بعد ذلك، احتُفظ بالهيكل العظمي والرأس ليُخزَّنا في خزانة خشبية معروفة باسم «الأيقونة الذاتية»، مع تبطين الهيكل العظمي بالقش وإلباسه ملابس بنثام. منذ عام 1833، أصبحت هذه الأيقونة موجودة في غرف استشارات فينسبري سكوير الخاصة بساوثوود سميث، حتى تخليه عن ممارسته الخاصة في شتاء 1849-1850 لتُنقل إلى شارع 36 بيرسي في استوديو مارغريت غيليس، التي أجرت العديد من الدراسات عليها. في مارس 1850، عرض ساوثوود سميث الأيقونة الذاتية على هنري بروغهام الذي قبلها على الفور في كلية لندن الجامعية.
ساعدت جهود الضغط التي مارسها سميث في إصدار قانون علم التشريح لعام 1832، الذي سمح للدولة بمصادرة الجثث التي لم يطالب أحد بها أحد من الإصلاحيات وبيعها إلى كليات الجراحة. على الرغم من الدور الإيجابي لهذا القانون في إنهاء ممارسة نهب القبور، إلا أنه واجه العديد من الإدانات بوصفه قانونًا تمييزيًا ضد الفقراء.